# Smitheppiella naegelioides
Smitheppiella naegelioides là một loài thực vật có hoa trong họ Tai voi. Loài này được (Lem.) Wiehler miêu tả khoa học đầu tiên năm 1976.